# 虞岳
虞岳（1468年—？），字廷询，浙江缙云县人，明朝政治人物、同進士出身。虞瑤之子。

## 生平
弘治二年（1489年）己酉科浙江鄉試第二十八名舉人，弘治十二年（1499年）己未科會試第一百十七名，三甲六十六名进士，歷官刑部员外郎，因受賄被彈劾除名。

## 家族
曾祖虞珪；祖虞山民，贈右佥都御史；父虞瑶，南京兵部右侍郎。前母李氏，贈恭人；母薛氏，封恭人；继母薛氏。重庆下。弟虞牧、虞官。